# Pomnik Powstańców Wielkopolskich w Pogorzeli
Pomnik Powstańców Wielkopolskich w Pogorzeli – pomnik upamiętniający uczestników powstania wielkopolskiego, które wybuchło 27 grudnia 1918 roku. Monument stoi na Rynku, nieopodal ratusza.
Na obelisku ukazany jest orzeł oraz umieszczono na nim dwie tablice. Na mniejszej, dolnej tablicy widnieje tekst: „Pomnik odbudowano w roku AD 1990 przez społeczeństwo miasta i gminy Pogorzela". Na większej tablicy widnieje następujący napis: „Na cześć i chwałę bohaterskim uczestnikom Powstania Wielkopolskiego za wolność i Ojczyznę".

Galeria
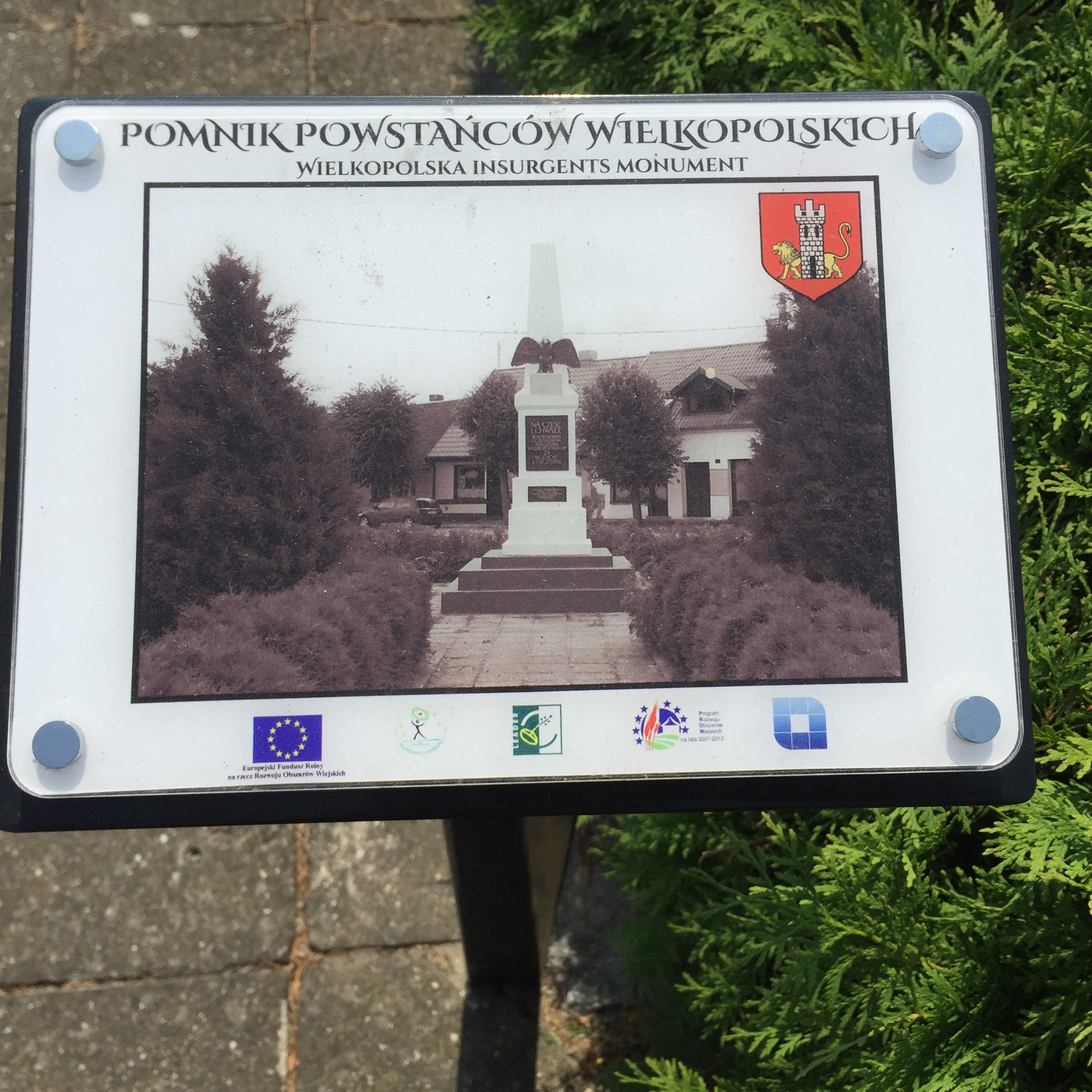
Tablica informacyjna przed pomnikiem
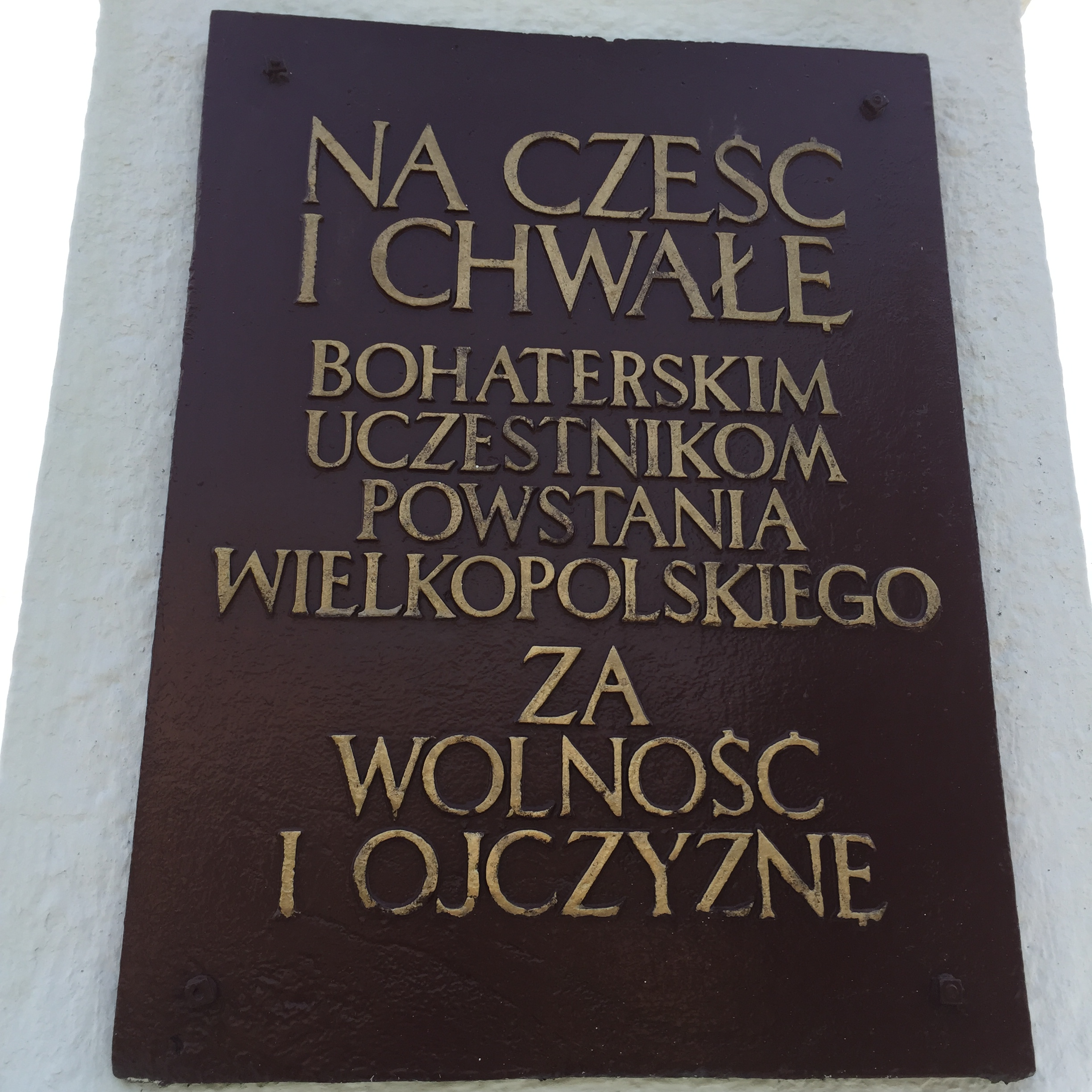
Większa tablica umieszczona na pomniku
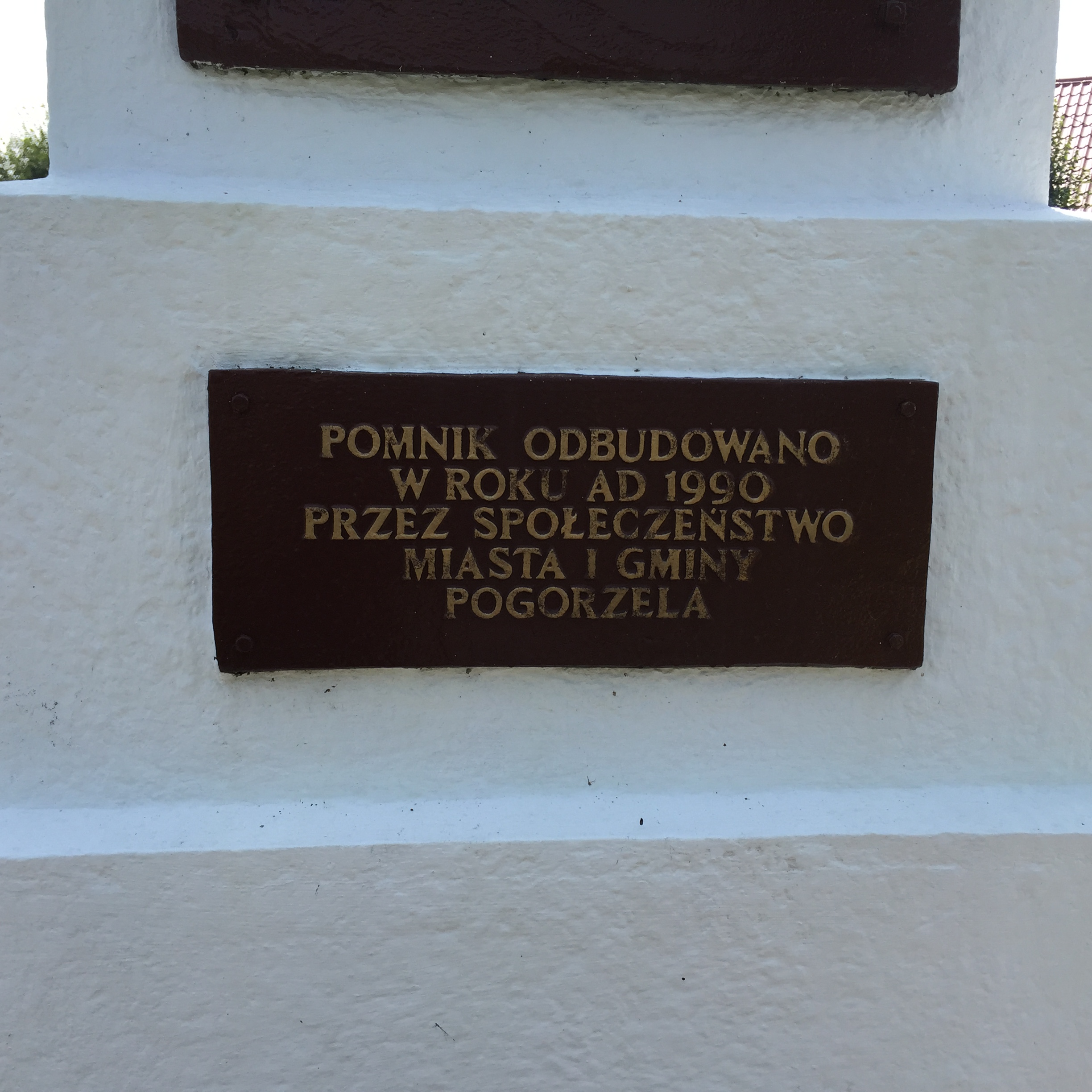
Mniejsza tablica umieszczona na pomniku